# Cyrtodactylus agusanensis
Cyrtodactylus agusanensis är en ödleart som beskrevs av  Taylor 1915. Cyrtodactylus agusanensis ingår i släktet Cyrtodactylus och familjen geckoödlor. IUCN kategoriserar arten globalt som livskraftig. Inga underarter finns listade i Catalogue of Life.